# Schweizer Filme der 1930er Jahre
Die Liste der Schweizer Filme der 1930er Jahre enthält die in dieser Zeit erschienen Kinolangfilme mit reiner Spielfilmhandlung.

## Filmografie
- 1930: Heiri Bünzli’s Grossstadt-Erlebnisse
- 1932: Tannenberg
- 1932: Die Herrgottsgrenadiere
- 1932: An heiligen Wassern
- 1933: Die weisse Majestät
- 1933: Wie d’Warret würkt
- 1934: Wilhelm Tell
- 1934: Der Springer von Pontresina
- 1934: Das verlorene Tal
- 1934: Rapt
- 1934: Das unsterbliche Lied
- 1934: Le prince de minuit
- 1935: Le voyage imprévu
- 1935: Das Fähnlein der sieben Aufrechten
- 1935: Der Dämon des Himalaya
- 1935: Jä-soo!
- 1935: Ohä lätz!
- 1935: Die ewige Maske
- 1935: Nume nid gsprängt
- 1936: Der Postillon von Lonjumeau
- 1936: S’Wybervolch isch schuld
- 1936: Meh’ Glück als Verstand
- 1936: Das alte Spinnrad
- 1936: Fräulein Veronika
- 1936: Wo die Lerche singt
- 1936: S’Vreneli am Thunersee
- 1937: Kleine Scheidegg
- 1938: Vrenis Hochzytstag
- 1938: Die Frau und der Tod
- 1938: Füsilier Wipf
- 1938: Monsieur X – Ange amateur
- 1938: Accord final
- 1939: Farinet ou l'or dans la montagne
- 1939: Wachtmeister Studer